# 木津川昭夫
木津川 昭夫（きつかわ あきお、1929年（昭和4年）10月28日- 2012年（平成24年）5月22日）は、日本の詩人。
北海道滝川市生まれ。旧制滝川中学校（現北海道滝川高等学校）卒業。戦後から詩作を始め、新十津川町の同人誌「道標」を経て、更科源蔵主宰の札幌市の詩誌「野性」に参加。「文芸首都」にも参加した。上京後、1973年に「ホルン」、1977年「曠野」を創刊。同人に狩野敏也、矢口以文など。
「火牛」「青い花」「日本未来派」同人。2001年から2002年にかけて、日本現代詩人会会長をつとめた。

## 受賞・候補歴
- 1997年 「迷路の闇」で第30回小熊秀雄賞を受賞する
- 1999年 「竹の異界」で第32回日本詩人クラブ賞を受賞する
- 2001年 「掌の上の小さな国」で第13回富田砕花賞を受賞する

## 著作
- 「幻想的自画像」　潮流社、1971
- 「雪の痛み」　ホルン社、1975
- 「夢の構造」　昭森社、1979
- 「鳥たちの祭り」　晴文社、1980
- 「木津川昭夫詩集」　芸風書院、1982
- 「氷見」　荒地出版社、1984
- 「凩と鳥語の男」　砂子屋書房、1989
- 「迷路の闇」　砂子屋書房、1996
- 「竹の異界」　砂子屋書房、1998
- 「セントエルモの火」　土曜美術社、1999
- 「新編　木津川昭夫詩集」　土曜美術社（日本現代詩文庫28）、1999
- 「掌の上の小さい国」　思潮社、2002
- 「生と変容　詩論・エッセー集1」　土曜美術社、2003
- 「禁猟区」　土曜美術社、2003
- 「詩と遊行　詩論・エッセー集2」　土曜美術社、2005